# Major (Wehrmacht)
Major (izvirno nemško Major) je bil častniški čin v nemškem Heeru (kopenski vojski) in Luftwaffe (vojnemu letalstvu).
Nižji čin je bil stotnik, medtem ko je bil višji podpolkovnik. V drugi veji Wehrmachta (Kriegsmarine) mu je ustrezal čin kapitana korvete, medtem ko mu je v Waffen-SS ustrezal čin SS-Sturmbannführerja.
V specialističnih rodovih mu je ustrezal čin: Oberstabsarzt (vojaška medicina), Oberstabsveterinär (vojaška veterina), Oberstabsrichter (vojaško pravo) in Heerespfarrer (vojaško kaplanstvo) (vsi v Heeru) in Flieger-Stabsingenieur (v Luftwaffe).

## Oznaka čina

### Heer
Oznaka čina majorja je bila sledeča:
- naovratna oznaka čina (t. i. Litzen) je bila enaka za vse častnike in sicer dve ob strani povezani črti, pri čemer se je razlikovala barva podlage glede na rod oz. službo;
- naramenska oznaka čina je bila sestavljena iz štirih prepletenih vrvic, pri čemer se je barva obrobne vrvice različna glede na rod oz. službo;
- narokavna oznaka čina (na zgornjem delu rokava) za maskirno uniformo je bila sestavljena iz ene zelene črte in dveh parov stiliziranih hrastovih listov na črni podlagi.

Galerija
- Naovratna oznaka čina
- Naramenska oznaka čina
- Narokavna oznaka čina

### Luftwaffe
Oznaka čina majorja je bila sledeča:
- naovratna oznaka čina je bila sestavljena iz:  velikega hrastovega venca, znotraj katerega se je nahajal en par stiliziranih kril
- naramenska oznaka čina je bila sestavljena iz štirih prepletenih vrvic, pri čemer se je barva obrobne vrvice različna glede na rod oz. službo;
- narokavna oznaka čina (na zgornjem delu rokava) za bojno uniformo je bila sestavljena iz dveh belih črt, nad katerima se je nahajal en par belih stiliziranih kril na modri podlagi.

Galerija
- Naovratna oznaka čina
- Osnovna naramenska oznaka čina
- Narokavna oznaka čina